# Vauxhall (stanice metra v Londýně)
Stanice Vauxhall je přestupní stanicí londýnského metra na lince Victoria Line. Je to zároveň i stanice autobusová a železniční. Nachází se na Vauxhall Cross, naproti Vauxhall Bridge v londýnské čtvrti Vauxhall.
Železniční stanice je na viaduktu a má 8 nástupišť. 

Autobusová zastávka (která se rozprostírá nad zemí přes silnici vedoucí z vlakového terminálu) má fotočlánkovou střechu pro vyrábění vlastní energie. Po London Victoria je to nejrušnější stanice ve městě.

Stanice metra je hluboko pod železniční stanicí a byla otevřena 23. července 1971.